# Rhinotragus analis
Rhinotragus analis là một loài bọ cánh cứng trong họ Cerambycidae.